# 標準税率
標準税率（ひょうじゅんぜいりつ）とは、地方自治体（道府県及び市町村）が課税する場合に通常よるべき税率でその財政上その他の必要があると認める場合においては、これによることを要しない税率をいい、総務大臣が地方交付税の額を定める際に基準財政収入額の算定の基礎として用いる税率（地方税法（昭和25年法律第226号）第1条第1項第5項）のことである。
普通税について標準税率より税率を引き下げた場合、公共事業に対する起債に際し総務大臣又は都道府県知事の許可を要し、事実上引き下げることはできない（地方財政法5条の4第4項）。ただし、過疎地域などでは可能になる場合もある。
税率の引き上げは、制限税率を上限として可能である。